# 표결권
표결권(表決權)은 국민이 국정에 직접 참여할 수 있는 제도 중 하나다. 국민은 대통령이 부의(附議)한 외교·국방·통일, 기타 국가 안위(國家安危)에 관한 중요 정책에 대한 국민 투표권을 가지며(72조), 국회의 의결을 거친 헌법 개정안에 대한 국민 투표 확정권을 가진다(130조). 국민 표결(國民表決) 제도는 직접 민주 정치의 한 형태로 간접 민주 정치를 보완하기 위한 수단인 바, 헌법 개정이나 국가 안위에 관한 정책은 중대한 것이므로 국민이 직접 참여할 수 있는 기회를 부여하고 있다.

## 판례
- 법률안 표결과정에서, 권한없는 자에 의한 임의의 투표행위가 있었고, 위법한 무권대리 투표행위로 의심받을 만한 여러 행위가 있었으며, 정상적인 표결절차에서 결코 나타날 수 없는 극히 이례적인 경우의 투표가 다수 확인되는 경우, 이와 같은 법률안 표결과정의 현저한 무질서와 불합리 내지 불공정은 그 표결결과의 정당성에 영향을 미쳤을 개연성이 있으므로, 국회의장의 법률안 가결선포행위는 다수결원칙에 위배되어 국회의원의 표결권을 침해한다.[1]